# Skakstormester
Titlen International stormester i skak eller blot stormester er den højeste rang, en person kan opnå i skak. Den blev første gang uddelt i 1914 af den russiske tsar Nikolaj 2. til de fem spillere, som nåede finalen i turneringen i Sankt Petersborg, der var økonomisk støttet af tsaren. De 5 spillere var Emanuel Lasker, José Raúl Capablanca, Alexander Aljechin, Siegbert Tarrasch og Frank Marshall.[kilde mangler]
I 1950 overtog og formaliserede den internationale skakorganisation FIDE uddelingen af titlen. Titlen tildeles skakspillere, der har:
- Opnået et særdeles godt resultat i en verdensmesterskabsturnering eller skakolympiade,
- eller opnået 3 såkaldte stormesternormer i internationale skakturneringer, og på et tidspunkt haft en skakrating på mindst 2500.

En stormesternorm fås ved et opnå et godt resultat i en international turnering med deltagelse af andre stormestre og andre skaktitelholdere. Der er meget præcise regler for hvilke krav en turnering skal opfylde for at give mulighed for normer, og hvilken score man skal opnå – afhængigt af modstandernes styrke – for at opnå en norm.
Skakstormestre omtales med et GM (eng. Grand Master) foran navnet fx GM Bobby Fischer. Et IM foran navnet indikerer den mindre fornemme titel som International skakmester.